# 8½
8½ (wł. Otto e mezzo) – czarno-biały włoski film psychologiczny z 1963 w reżyserii Federica Felliniego, z Marcellem Mastroiannim w roli głównej. Często uznawany za jeden z najlepszych, najbardziej inspirujących i wpływowych filmów w historii kina europejskiego i światowego.
Tytuł nawiązuje do faktu, że jest to „ósmy i pół” film Felliniego. Twórca poprzednio wyreżyserował sześć filmów pełnometrażowych, dwa krótkometrażowe oraz pół filmu we współpracy z Albertem Lattuadą; ostatnia pozycja liczona jest „jako pół”.
Film otrzymał dwa Oscary: za najlepszy film nieanglojęzyczny oraz za najlepsze kostiumy.

## Treść
Film rozpoczyna scena symboliczna prezentująca sen o nieludzkości cywilizacji: reżyser Guido uwięziony we własnym samochodzie tkwiącym w zatłoczonym tunelu, nie może otworzyć drzwi ani uchylić szyby. Ogarnięty paniką i słabnący, dusi się wobec zupełnej obojętności otoczenia, próbując wydostać się z pułapki. W ostatniej chwili przebija dach swego wozu, ucieka, wznosi się ponad wszystko i ulatuje w dal. 
Fabuły w tym delirycznym obrazie właściwie brak. Bohater (o widocznych cechach samego Felliniego) zobowiązał się nakręcić kolejny film. Miałaby to być chłoszcząca krytyka egoistycznego społeczeństwa, kończąca się ostateczną ucieczką nielicznych sprawiedliwych z miejsca zagłady. Puszczono już w ruch ogromną machinę wytwórni, zbudowano gigantyczną dekorację, zaangażowano aktorów, ustalono ostateczny termin rozpoczęcia zdjęć – wszyscy czekają. Tymczasem reżyser nie ma jeszcze nawet cienia pomysłu. W tym stanie intelektualnej pustki analizuje swe minione życie, szczególne w nim momenty i zdarzenia wraz z obecnością i wpływem bliskich mu kobiet. Chciałby wypowiedzieć wszystko, choć nie ma już nic do powiedzenia; ale prawdziwy artysta zawsze może jeszcze opowiedzieć, dlaczego nie ma nic do powiedzenia. W tak stworzonym przez Felliniego obrazie psychicznych rozterek twórcy rzeczywistość przeplata się z marzeniami, ze wspomnieniami z dzieciństwa, z wizjami fragmentów przyszłego filmu. 
Dzieło bowiem też jedynie częściowo opisuje potraktowaną fragmentarycznie rzeczywistość; resztę fabuły stanowią „uboczne komentarze mędrców i głupców, wspomnienia z młodości, umyślnie naiwne symbole, koszmary senne, marzenia, nieuświadomione lęki, wyrzuty sumienia, niewysłowione pożądania”.   

## Obsada
- Marcello Mastroianni – reżyser Guido Anselmi
- Anouk Aimée – Luisa, jego żona
- Sandra Milo – Carla, jego kochanka
- Claudia Cardinale – Claudia, gwiazda filmowa
- Rosella Falk – Rossella, przyjaciółka Luisy
- Elisabetta Catalano – Matilda, siostra Luisy
- Mario Pisu – Mario Mezzabotta, przyjaciel Guida
- Barbara Steele – Gloria Morin, nowa przyjaciółka Mezzabotty
- Madeleine Lebeau – Madeleine, francuska aktorka
- Caterina Boratto – tajemnicza kobieta
- Guido Alberti – Pace, producent filmu
- Mario Conocchia – Conocchia, dyrektor produkcji
- Jean Rougeul – Carini Daumier, krytyk filmowy
- Eugene Walter – amerykański dziennikarz
- Gilda Dahlberg – jego żona
- Giuditta Rissone – matka Guida
- Annibale Ninchi – ojciec Guida
- Tito Masini – kardynał
- Mary Indovino – jasnowidzka Maya
- Yvonne Casadei – Jacqueline Bonbon, b. tancerka kabaretowa
- Eddra Gale – Saraghina
- Nadia Sanders – Nadine
- Olimpia Cavalli – Olimpia

## Oceny i interpretacje

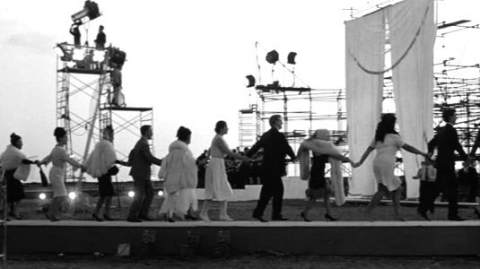
Jedna z końcowych scen filmu

W istocie surrealistyczny komediodramat Felliniego odebrano jako przejaw kina autorskiego posuniętego do zupełnego autotematyzmu. Ten nader krytyczny, mocno zironizowany portret reżysera nacechowanego skrajnym egocentryzmem, odczytywano domyślnie jako wyraz skruchy środowiska filmowców wobec świata zewnętrznego; zwracano przy tym uwagę na szczerość samokrytycznej wypowiedzi Felliniego. Jako pokrewny film charakteryzujący się podobnym spojrzeniem i wykazujący liczne zbieżności z jego obrazem wskazywano Wszystko na sprzedaż Andrzeja Wajdy. Za inny utwór europejskiej kinematografii kwalifikowany do tej kategorii uznać można Noc amerykańską François Truffauta, przedstawiającą jednak raczej autoportret reżysera przy pracy. 
W roku 1995, z okazji stulecia powstania kina, film Felliniego znalazł się na watykańskiej liście 45 filmów fabularnych, które propagują szczególne wartości religijne, moralne lub artystyczne.

## Nagrody
- 1964 – Federico Fellini, Oscar najlepszy film nieangielskojęzyczny
- 1964 – Piero Gherardi, Oscar najlepsze kostiumy
- 1964 – Federico Fellini, (nominacja) Oscar najlepszy reżyser
- 1964 – Federico Fellini, Ennio Flaiano, Tullio Pinelli, Brunello Rondi (nominacja) Oscar najlepszy scenariusz oryginalny
- 1964 – Piero Gherardi, (nominacja) Oscar najlepsza scenografia
- 1964 (nominacja) – BAFTA najlepszy film obcojęzyczny BAFTA